# Сиган смугастий
Сига́н смуга́стий, або ри́ба-кро́лик (лат. Siganus fuscescens) — вид кістних риб роду Сиган (Siganus). Поширений у прибрежних мілких водах Південної Японії. Довжина тіла — 30 см. Дорослі риби мають тіло жовто-коричневого кольору. На плавниках розташовано багато отруйних залоз. Використовується в японській кухні. Японська назва — Айґо (【藍子】, 【阿乙呉】), Ай.